# Zbór Kościoła Chrześcijan Wiary Ewangelicznej „Dom Modlitwy” w Stalowej Woli
Zbór Kościoła Chrześcijan Wiary Ewangelicznej „Dom Modlitwy” w Stalowej Woli – zbór Kościoła Chrześcijan Wiary Ewangelicznej znajdujący się w Stalowej Woli, przy ulicy Siedlanowskiego 3.